# 대지의 기둥 (드라마)
《대지의 기둥》(영어: The Pillars of the Earth)은 켄 폴릿의 동명의 소설을 2010년 8부작으로 제작 된 텔레비전 드라마이다. 이 작품은 미국의 Starz와 캐나다의 The Movie Network/Movie Central에서 2010년 7월 23일 첫 방송 되었다. 영국에서는 2010년 10월, 채널 4에서 첫 방송 되었다.
2011년 골든 글로브상 최우수 미니시리즈/TV 영화 부문, 이안 맥쉐인과 헤일리 앳웰이 최우수 여우주연상에 후보 지명되었다. 프라임타임 에미상 미니시리즈/영화 부문 최우수 음향 편집상을 수상했다.

## 배역
| - 이안 맥쉐인 - 워레리안 비고드 역 - 루퍼스 스웰 - 건축공 톰 역 - 매튜 맥퍼딘 - 프라이어 필립 역 - 에디 레드메인 - 잭 잭슨 역 - 헤일리 앳웰 - 아리에나 역 - 리암 게리건 - 건축공 알프레드 역 - 토니 커렌 - 국왕, 스티븐 역 - 사라 패리쉬 - 레간 햄리 역 - 데이비드 오크스 - 윌리엄 햄리 역 - 로버트 바서스트 - 페르시 햄리 역 - 알리슨 필 - 모드 공주 역 - 샘 클라플린 - 리차드 역 - 스카이 베넷 - 건축공 마샤 역 - 에밀리 홀트 - 노년 마샤 역 - 고든 핀센트 - 대주교 역 - 나탈리아 워너 - 엘렌 역 | - 애나톨 토브맨 - 레미지오 역 - 도날드 서덜랜드 - 얼 바솔로뮤 역 - 괴츠 오토 - 월터 역 - 스카이 로리 - 엘리자베스 역 - 조디 핼시 - 쟈니 에잇펜스 역 - 데이빗 바크 존스 - 프렌시스 역 - 케이트 딕키 - 건축공 아그네스 역 |

## 한국판 성우진(KBS)
- 양석정 - 필립(매튜 맥퍼딘)
- 임진응 - 잭(에디 레드메인)
- 정미숙 - 엘리애너(헤일리 앳웰) / 아그네스(케이트 딕키)
- 이재용 - 톰(루퍼스 스웰)
- 김병관 - 웨일런 주교(이안 맥쉐인)
- 유강진 - 바살러뮤(도날드 서덜랜드)
- 장광 - 퍼시(로버트 바서스트) / 헨리 1세(클라이브 우드)
- 최문자 - 엘렌(나탈리아 워너)
- 오수경 - 리건(사라 패리쉬)
- 윤동기 - 윌리엄(데이비드 오크스) / 알프레드(리엄 개리건)
- 홍진욱 - 스티븐 왕(토니 커렌) / 프랜시스(데이빗 바크 존스)
- 이규석 - 레미기우스(아나톨 타우브만) / 월터(괴츠 오토) / 조니(조디 핼시)
- 임채헌 - 글로스터(맷 드베르) / 리차드(샘 클라플린)
- 오인실 - 모드 공주(알리슨 필) / 마사(스카이 베넷) / 엘리자베스(스카이 로리)
- 김규식 - 대주교(고든 핀센트)